# Odranci
Odranci (pronunciación: [ɔˈdɾaːntsi]; húngaro: Adorjánfalva) es una localidad eslovena, ubicada en la región del Mura cerca de la frontera con Croacia y Hungría. Constituye por sí misma uno de los pocos municipios eslovenos formados por una sola localidad.
En 2018 tiene 1621 habitantes.
Se conoce la existencia de la localidad desde 1322, cuando se menciona con el nombre de Adrianch. El topónimo podría derivar de *Odьr′anьci, basado en el hidrónimo desaparecido *Odьra y con el significado de "gente viviendo a orillas del río Odra"; otra hipótesis es que derive de *Odr′anьci, basado en el nombre latino (H)adriānus y con el significado de "gente viviendo en el pueblo de Adriano". Aunque siempre fue de mayoría étnica eslovena, perteneció al reino de Hungría hasta 1919, cuando pasó a pertenecer al reino de los Serbios, Croatas y Eslovenos.
Posee una iglesia católica dedicada a la Santísima Trinidad que fue construida en 1967, destacando en su arquitectura su cúpula baja y su triple campanario.
Se ubica unos 10 km al sureste de Murska Sobota.